# Маастрихтский университет
Маастри́хтский университет — государственный университет, расположенный в Маастрихте, Нидерланды. Основанный 9 января 1976 года он является вторым самым молодым из 13 голландских университетов. По основанию получил название Rijksuniversiteit Limburg, которое было изменено на Universiteit Maastricht в 1996. С 2008 официально называется Университетом Маастрихта (Maastricht University), тем самым указывая на международную направленность учреждения. Университет удерживает ведущие позиции в международных рейтингах, отражающих его репутацию как одного из «лучших молодых университетов мира».
В 2020 г. в университете обучалось около 21 000 человек, 55 % из числа которых — иностранные студенты. Персонал университета насчитывает более 4000 человек. 14 из 19-и бакалаврских программ преподаются полностью на английском языке, оставшиеся пять — на нидерландском. Большинство магистерских и докторских программ проводятся на английском. В 2013 году университет стал вторым нидерландским университетом, отмеченным "Знаком качества за интернационализацию" Организацией по Аккредитации в Нидерландах и Фландрии (NVAO).
Помимо традиционного обучения, Университет Маастрихта предлагает престижные программы в рамках семи свободных искусств в Университетском колледже Маастрихта (UCM) и маастрихтской научной программе (MSP). Также в сентябре 2014 года был открыт Университетский колледж Венло (UCV).

## История
Университет Маастрихта был официально учреждён в 1976 году. Столкнувшись с нехваткой медицинских работников в конце 60-х, голландское правительство приняло решение о создании нового высшего учебного заведения для подготовки медицинского персонала. Политическое руководство провинции Лимбург, и в первую очередь Шенг Танс, председатель рабочей партии и бывший член правительства провинции Лимбург и городского совета Маастрихта, успешно лоббировало открытие медицинского ВУЗа именно в Маастрихте. Образовательное учреждение должно было играть важнейшую роль в поддержании интеллектуальной жизни города, и всей провинции. Кроме того, отмечалось, что создание университета должно было внести свой вклад в усилия правительства по реформированию юга Нидерландов, региона который испытывал экономические трудности после закрытия угольных шахт
Интересным фактом является то, что в сентябре 1974 года, ещё до официального открытия университета, было начато обучение первого набора из 50 студентов-медиков. Уже тогда было заложено основание для инновационного проблемно-ориентированного обучения. К концу 1975 года Парламент Нидерландов наконец утвердил акт о создании государственного образовательного учреждения, необходимый для получения организацией федеральных бюджетных средств и для выдачи свидетельств об образовании государственного образца. Новый университет, получивший название "Rijksuniversiteit Limburg" (Государственный Университет Лимбурга), был официально основан 9 января 1976 года, когда королева Юлиана подписала указ о создании университета в базилике Св. Серватия. Шенг Танс стал первым президентом университета.
Вскоре после создания, университет получил политическую поддержку в увеличении объёмов финансирования и расширению в других областях знаний. Так, Юридический факультет был создан в 1981 году, Школа бизнеса и экономики - в 1984, Факультет искусства и социальных наук - в 1994, Факультет психологии - в 1995, Факультет гуманитарных и точных наук - в 2005 и Факультет медицины и наук о жизни и здоровье - в 2007.
Университет был переименован в "Universiteit Maastricht" в 1996, а нынешнее англоязычное название - "Maastricht University" было добавлено в 2008. На 2015 год университет состоит из шести факультетов и предлагает 18 программ бакалавриата, 52 программы магистратуры и несколько программ Ph.D.

### Кибератака 2019 года
23 декабря 2019 года Маастрихтский университет подвергся крупной кибератаке, в частности, атаке программы-вымогателя Microsoft Windows с использованием "Clop". Программа-вымогатель зашифровала почти все системы Windows, используемые Маастрихтским университетом, что сделало невозможным доступ студентов и сотрудников к любым университетским онлайн-сервисам во время рождественских каникул. Злоумышленники потребовали выкуп, который позволил расшифровать университетские системы после того, как Маастрихтский университет заплатил 200 000 евро в биткоинах. 6 января занятия возобновились без задержек, и большинство онлайн-сервисов снова стали доступны как студентам, так и сотрудникам. 
В 2020 году государственная прокуратура наложила арест на криптовалютный счет, с которого был выплачен выкуп. Как только выкуп был переведен из биткоинов в евро, университет смог вернуть 500 000 евро, что вдвое превышает сумму, уплаченную ранее.

## Организация

### Администрация

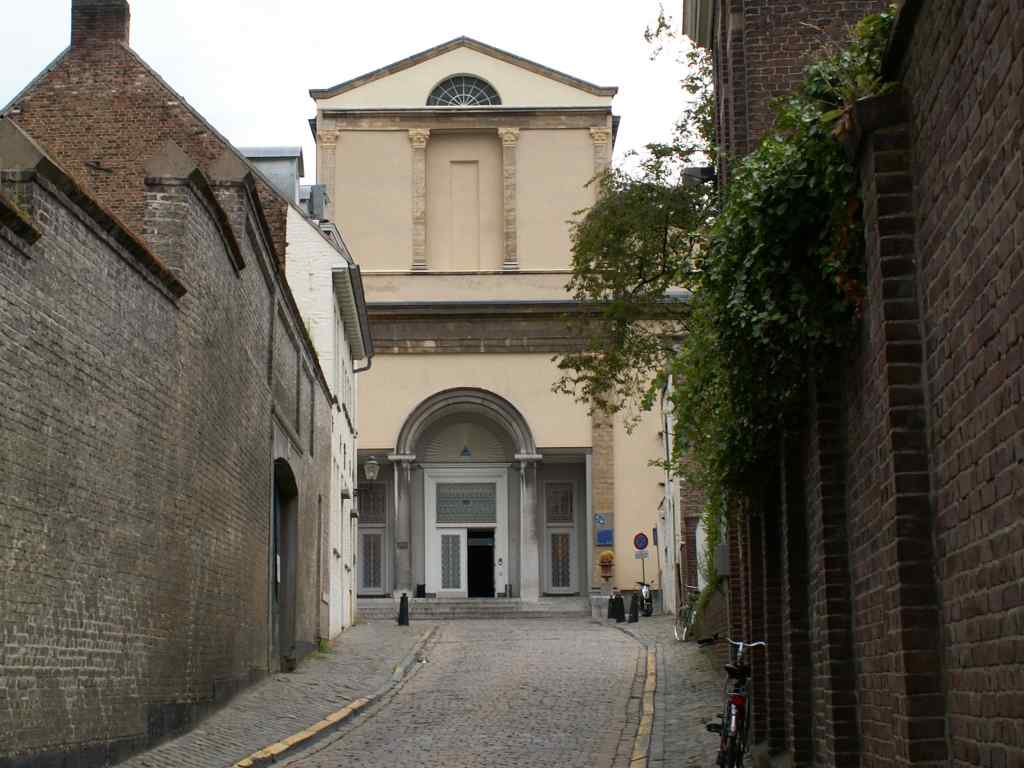
Административное здание университета

Основными полномочиями по управлению университетом наделён Исполнительный Совет, состоящий из Президента, Вице-Президента и Ректора. Исполнительный совет назначает деканов факультетов, профессоров и прочий руководящий персонал, а также осуществляет общее управление университетом. Надзор за деятельностью Исполнительного Совета ведёт Наблюдательный Совет, который, в частности, проверяет ежегодный бюджет университета. Совет Университета — выборный орган управления, представляющий всех членов университетского сообщества: студентов, преподавателей и прочих работников ВУЗа, обладает ограниченными возможностями по принятию решений к исполнению, однако, является ответственным за консультирование Исполнительного и Наблюдательного Советов по вопросам необходимых изменений в образовательных и исследовательских программах, организационной и бюджетной политике.
Планы исследований и учебные программы составляются преимущественно самими факультетами. Внутри факультетов, преподавательская и исследовательская деятельность может быть далее децентрализована и находиться в распоряжении соответствующих департаментов, школ, институтов или колледжей. Наименования подразделений, как ни парадоксально, не отражают из положения в иерархической структуре университета. Так например, в 2009 году факультет экономики и бизнес администрирования был переименован в школу бизнеса и экономики, сохраняя при этом статус факультета.
Совет Деканов, состоящий из деканов всех факультетов и Ректора играет роль центрального координирующего и консультационного органа, кроме прочего ответственного за присвоение степеней доктора философии и звания «почётный профессор».

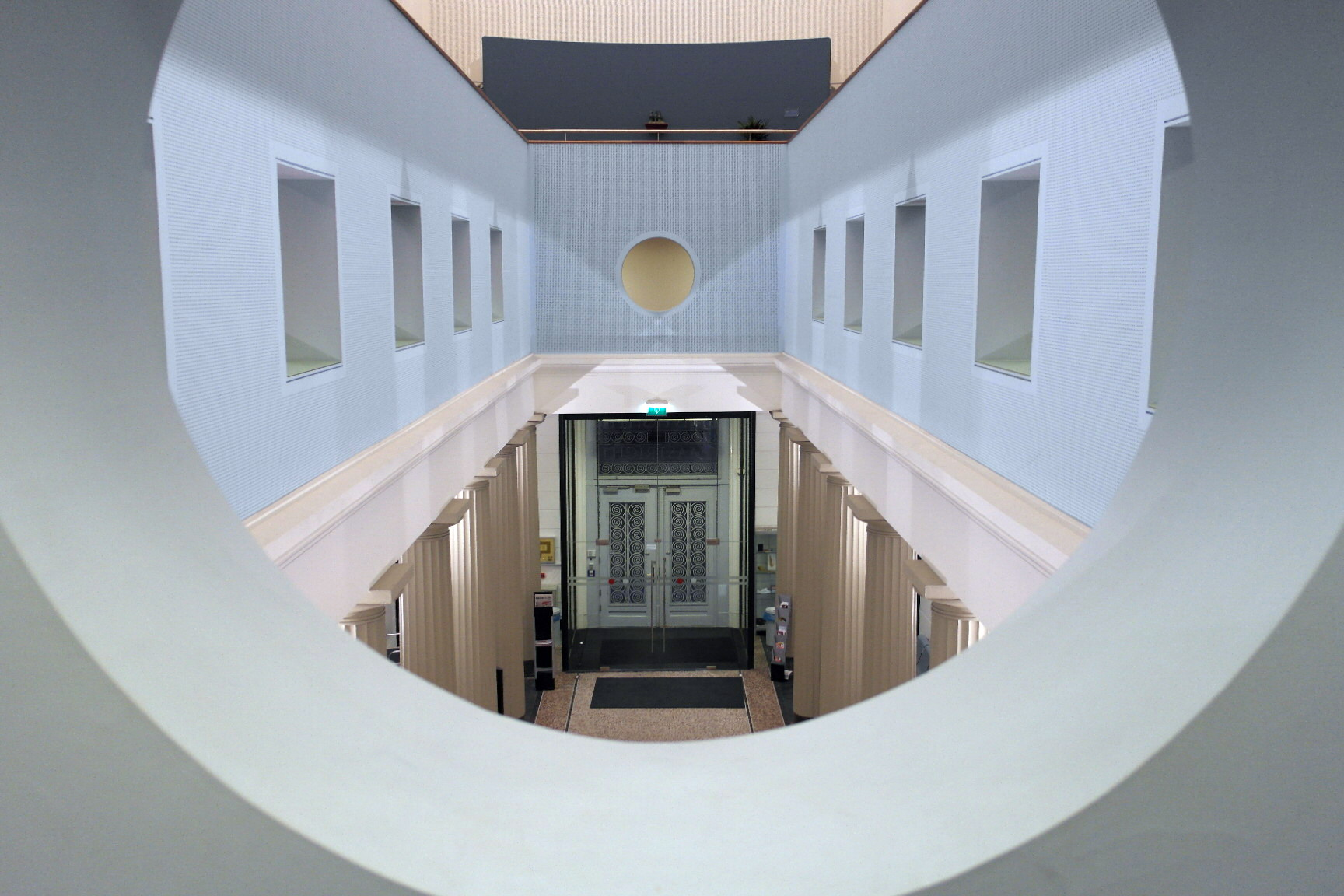
Бывший монастырь францисканцев, ныне главное административное здание университета

### Факультеты

#### Факультет медицины и наук о жизни и здоровье

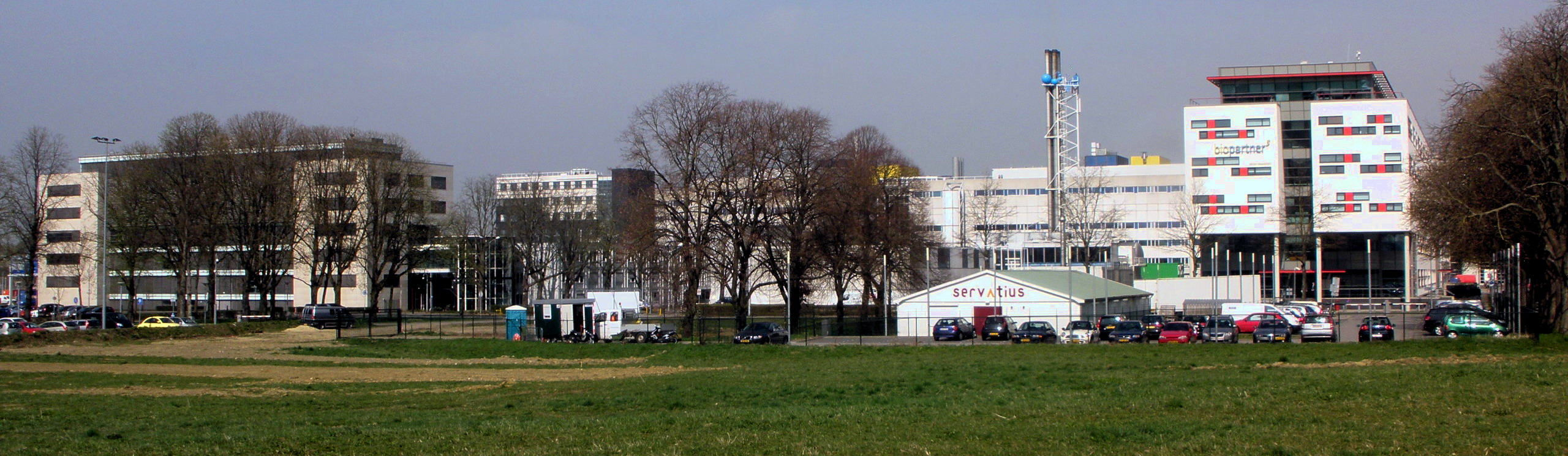
Кампус Randwyck: Медицинский Факультет

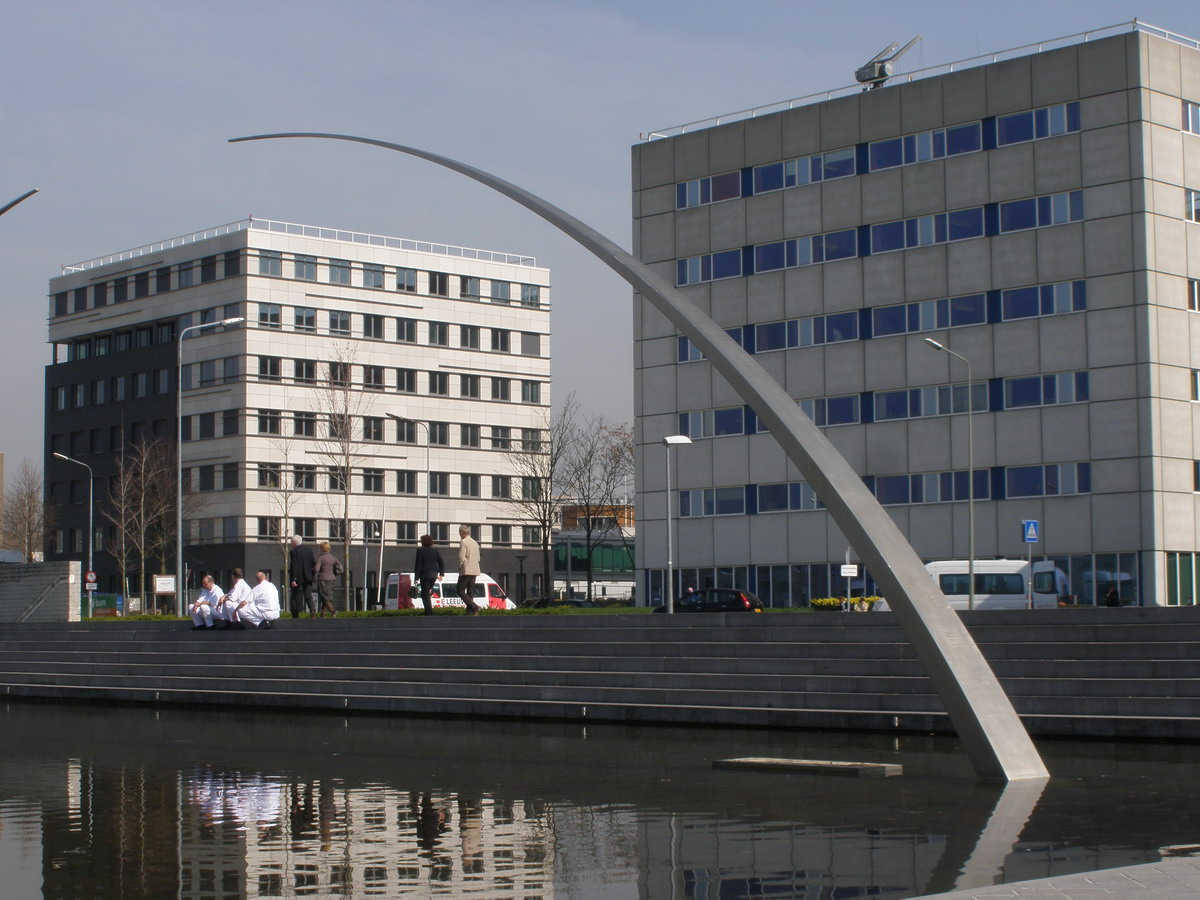
Кампус Randwyck: университетская больница и памятник лауреату Нобелевской премии Петеру Дебайю

Факультет медицины и наук о жизни и здоровье был образован в 2007 путём слияния Факультета наук о здоровье с Медицинским факультетом. Последний являлся старейшим факультетом Университета Маастрихта. Факультет наук о здоровье был основан в 1980. Широкий спектр изучаемых дисциплин в области здоровья человека сделали этот факультет поистине уникальным, причём не только в Нидерландах, но и в Европе. Такой формат обучения позволил студентам интегрировать свою исследовательскую работу в области общественных и медицинских наук.
Объединённые факультеты создали сообщество из около 1950 студентов и 1200 работников университета. С 1992 года кампус факультета располагается в районе Randwyck, рядом с Маастрихтским Университетским Медицинским Центром Университетской Больницей (Maastrichts Universitair Medisch Centrum Plus или MUMC+), открытым в 1991 году.

#### Факультет психологии и нейронауки
Основанный в 1995 году, факультет психологии и нейронауки (FPN) специализируется на двух современных психологических методиках: когнитивной психологии и биологической психиатрии. На факультете около 1500 студентов и 250 членов преподавательского и вспомогательного персонала. Факультет предлагает студентам преподаваемую преимущественно на голландском языке программу бакалавриата по психологии, а также две магистерские и одну исследовательскую программу полностью на английском языке. Магистерская программа «Психология» предлагает специализации в нейропсихологии, психологии развития, когнитивной нейробиологии, психологии здоровья, социальной психологии, юридической психологии, психологии труда и организационной психологии. Предлагаемая совместно с факультетом медицины и наук о жизни и здоровье, исследовательская программа магистрата «Когнитивная и клиническая нейробиология» рассчитана на два года и предполагает специализации в когнитивной нейробиологии, фундаментальной нейробиологии, нейропсихологии и психопатологии. Престижная двухлетняя магистерская программа «Судебная психология» предлагает теоретические, исследовательские и практические занятия готовящие студентов к научно-полевой практике в области судебной психологии и психиатрии.

#### Школа бизнеса и экономики
Школа бизнеса и экономики (SBE) была основана в 1984 году. На сегодняшний день Школа является крупнейшим факультетом Университета Маастрихта по числу обучающихся. Из 4 200 студентов более 60 % — иностранцы. SBE аккредитована EQUIS, AACSB и AMBA. Согласно данным Школы, данная Triple Crown аккредитация присваивается лишь 1 % бизнес школ во всём мире (в частности, присвоена всего двум школам в Нидерландах). Факультет предлагает бакалаврские программы по Международному Бизнесу, Экономике и Бизнес Экономике, Налоговой Экономике и Эконометрике и Исследованию Операций, а также целый ряд магистерских программ и MBA. Студенты факультета образуют студенческую ассоциацию SCOPE Maastricht.

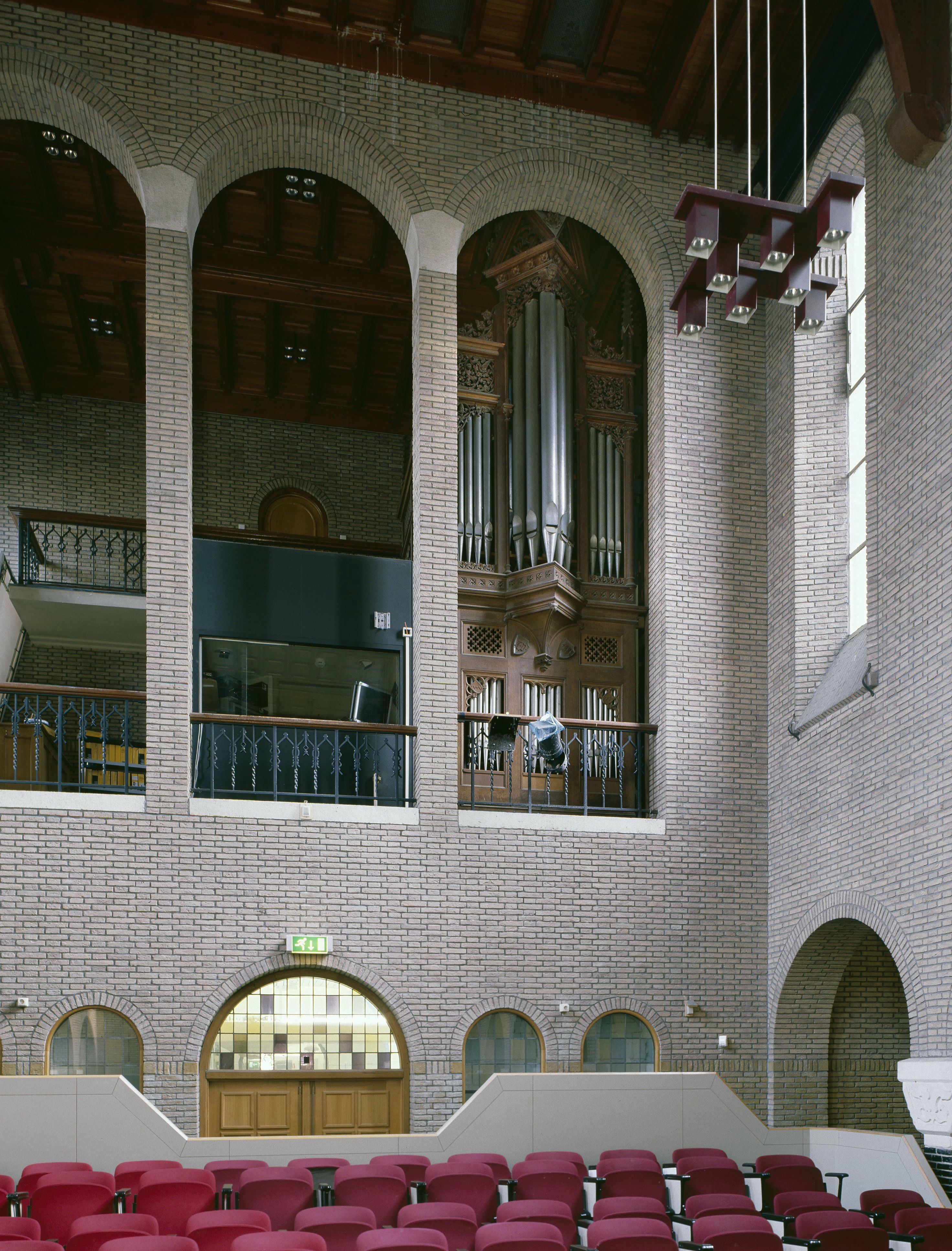
Бывшая часовня иезуитского монастыря, сейчас Школа бизнеса и экономики

#### Факультет права
Факультет права Маастрихтского университета был основан в 1982 году. Он возник вокруг программы голландского права, составленной в соответствии с университетским принципом PBL. Девяносто студентов были приняты в первый год. В 1990-х факультет ввёл новую программу обучения, получившую название Европейская школа права (European Law School (ELS)), которая была сфокусирована на европейском, сравнительном и международном законодательстве. Программа преподавалась частично на английском. Полностью программа ELS была переведена на английский в 2007 году. Она стала первой бакалаврской программой обучения юриспруденции на английском языке в Нидерландах. На сегодняшний день на факультете около 2500 студентов и 150 преподавателей. Доступны четыре программы для обучения на бакалавра права: голландское право, налоговое право, ELS на голландском, и ELS на английском. Также доступны семь программ для обучения на магистра права и три усложнённые магистреские программы, большинство из которых преподаются на английском языке.
В научной работе факультет известен благодаря своим работам в областях международного, европейского и сравнительного права. Факультет принимает участие в двух национальных исследовательских школах: Школе прав человека и Ius Commune Research School; а также вмещает в себя несколько исследовательских институтов: Институт исследований транснационального законодательства (METRO), Маастрихтский центр прав человека, Институт глобализации и международного регулирования (IGIR), Маастрихтский институт Монтескьё, Институт корпоративного законодательства, управления и инновационной политики (ICGI), а также Маастрихтский институт европейского частного права (M-EPLI).
Факультет изначально располагался в бегинаже Nieuwenhof, в котором сегодня располагается Университетский колледж Маастрихта. С быстрорастущим числом студентов факультет вынужден был переехать в 1990 году. Сегодня факультет права находится в бывшем здании правительства Лимбурга. Здание было капитально отреставрировано в 2009.

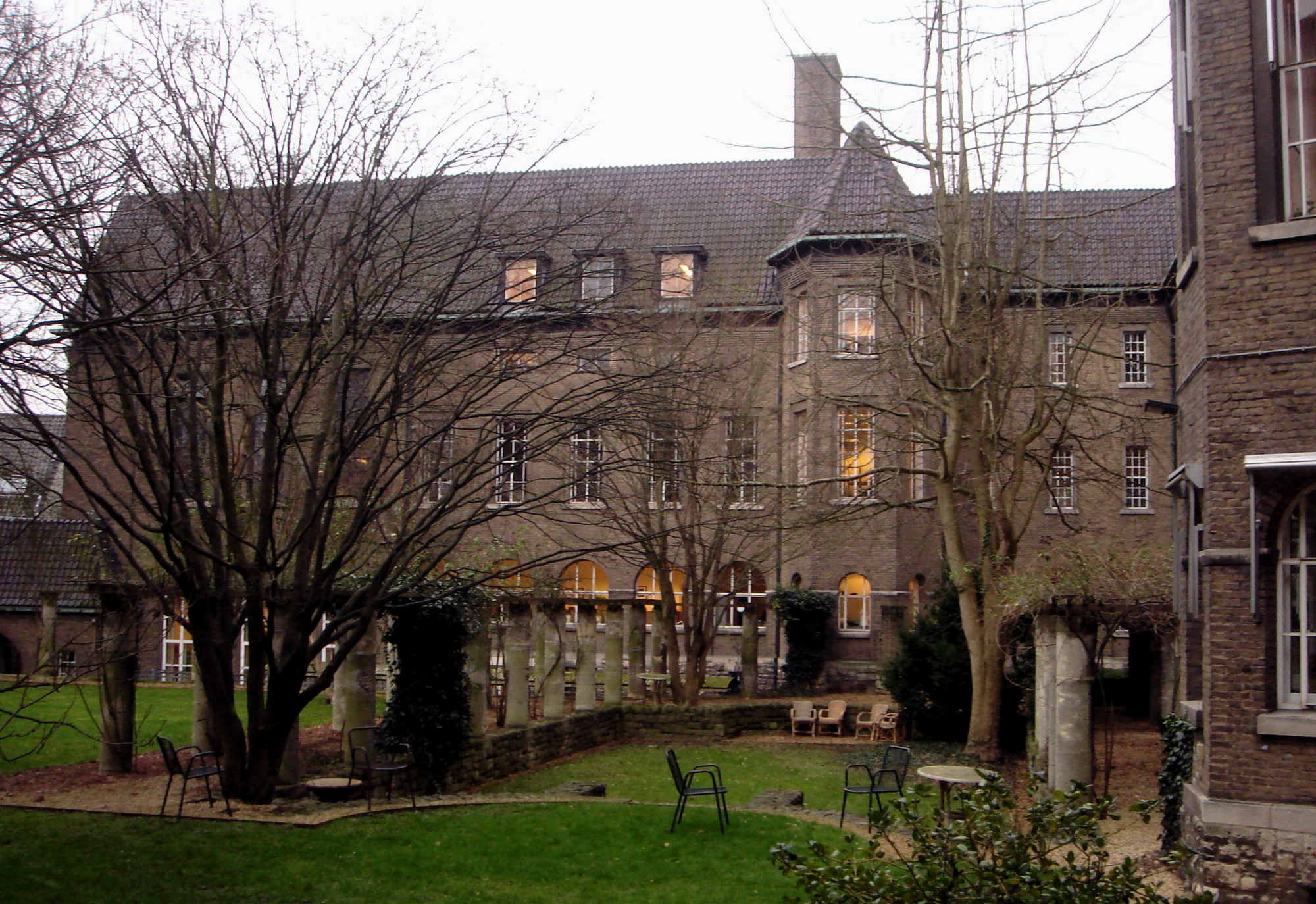
Сад Oud Gouvernement, Факультет права

#### Факультет искусства и социальных наук
Факультет искусства и социальных наук (FASoS) был основан в 1994 году. Сейчас факультет - это около 2000 студентов и около 240 преподавателей. Более 70 % студентов иностранцы. Образование и исследования имеют международную направленность и все программы ведутся на английском языке. Факультет расположен в центре Маастрихта, в четырёх зданиях на улице Grote Gracht.
Факультет предлагает две трёхлетние программы бакалавриата: Культура и искусство, и Европеистика; а также восемь однолетних мастерских программ: Европеистика, Глобализация и развитие, Общественные отношения в Европе, Социальная, научная и технологическая европеистика, Искусство и культурное наследие, Управление и культурная политика, Медиакультура, Искусство, литература и общество, а также Политика и общество. Кроме того, доступны две двухлетние исследовательские мастерские программы: Культура в искусстве, науке и технологиях, а также Европеистика.
Исследовательский институт искусств и общественных наук объединяет весь спектр исследований проводимых на факультете. Институт работает по четырём основным направлениям: 1. Политика и культура в Европе, 2. Наука, технологии и общество, 3. Культурная память и мультикультурность, 4. Глобализация, транснационализм и развитие. Эти научные темы охватывают как гуманитарные так и общественные науки. На факультете есть школа последипломного образования, которая ежегодно принимает около 10 PhD студентов.

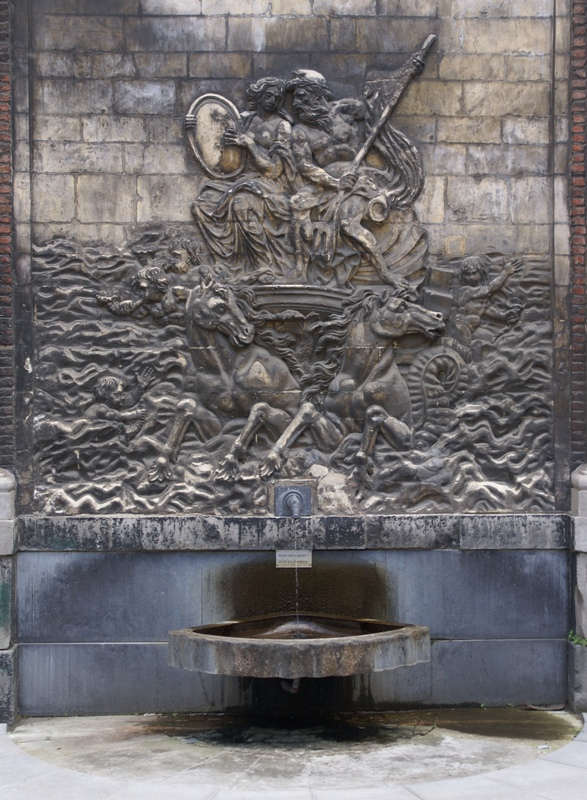
Посейдон и Амфитрита, барельеф во дворе "Tilly Court", Факультет искусства и социальных наук

#### Факультет науки и инженерии

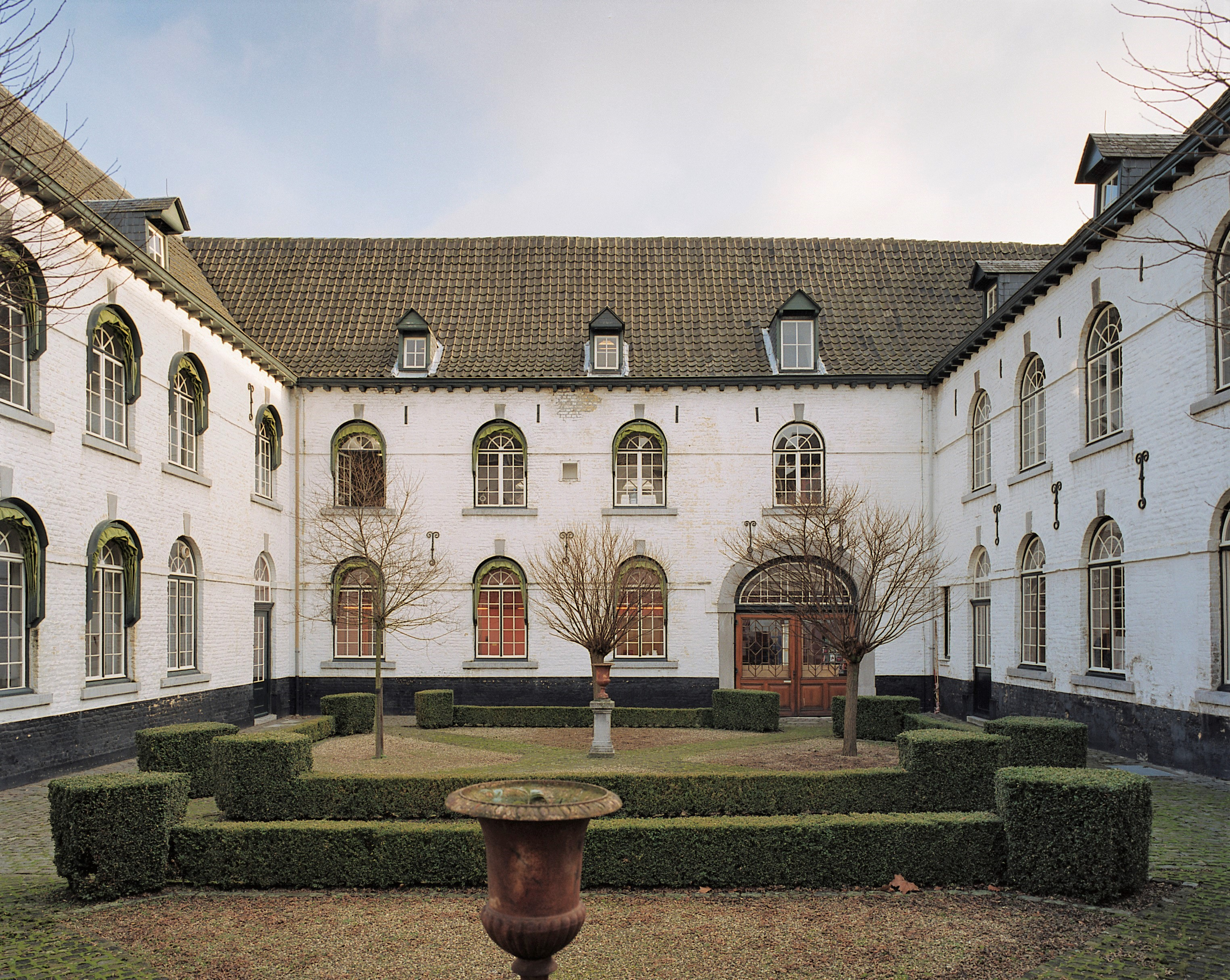
Nieuwenhof, Университетский колледж Маастрихта

Факультет науки и инженерии включает в себя:
- Университетский колледж Маастрихта[англ.] (UCM)
- Департамент науки о данных и инженерии знаний (DKE)
- Международный центр интегрированной оценки и устойчивого развития (ICIS)
- Маастрихтская высшая школа управления[англ.] (MGSoG)
- Маастрихтская Научная Программа[англ.] (MSP)
- Высший исследовательский институт образования (TIER)

## Научная жизнь

### Рейтинг
- Согласно THE World University Rankings[англ.] 2019, Университет Маастрихта занимает 128 место.
- QS World University Rankings 2019 расположил Университет Маастрихта на 211 месте в мире.
- Шанхайский рейтинг (ARWU) в 2018 году поставил университет в промежутке 201-300 место.
- Рейтинг QS Top 50 Under 50[англ.], который оценивает лучшие 50 университетов мира моложе 50 лет, в 2019 году поместил Университет Маастрихта на 15 место[19], а аналогичный рейтинг Times Higher Education THE 150 Under 50[англ.] - на 5 место в 2018 году.

### Исследования
Исследования в Университете Маастрихта сконцентрированы на трёх основных темах: Качество жизни, Обучение и инновации, и Европа и глобализующийся мир. Примерами проблем, над решением которых работают исследователи университета являются: здоровое старение, изменения климата, устойчивое развитие, влияние развития технологий, старение населения, здоровая и доступная еда, и процесс Европейская интеграция. Большинство исследований проходит в междисциплинарных командах и институтах.
Следует отметить исследовательскую платформу Scannexus (ранее Brains Unlimited) - лабораторию сканирования расположенную в медицинском кампусе Brightlands Maastricht, располагающую тремя МРТ сканерами со сверхсильным магнитным полем, включая один из четырёх сканеров 9.4 Т в мире. Профессор Райнер Гобель, директор Маастрихтского центра визуализации мозга (M-BIC), получил несколько крупных международных исследовательских грантов. Всемирно известная группа по регенерации тканей профессора Клеменса ван Блиттерсвейка переехала в Университет Маастрихта в феврале 2014 года. Работа его группы входит в крупную инвестиционную программу «Kennis-As Limburg», которая направлена на укрепление экономики знаний провинции. Последнее относится и к Институту наноскопии, которым руководит профессор Питер Питерс.

### Известные профессора
- Вибе Бейкер[англ.], профессор технологии и общества[англ.], член нидерландской академии наук (KNAW) и совместно с Тревором Пинчем[англ.] основоположник теории социальной конструкции технологии[англ.] (SCOT)

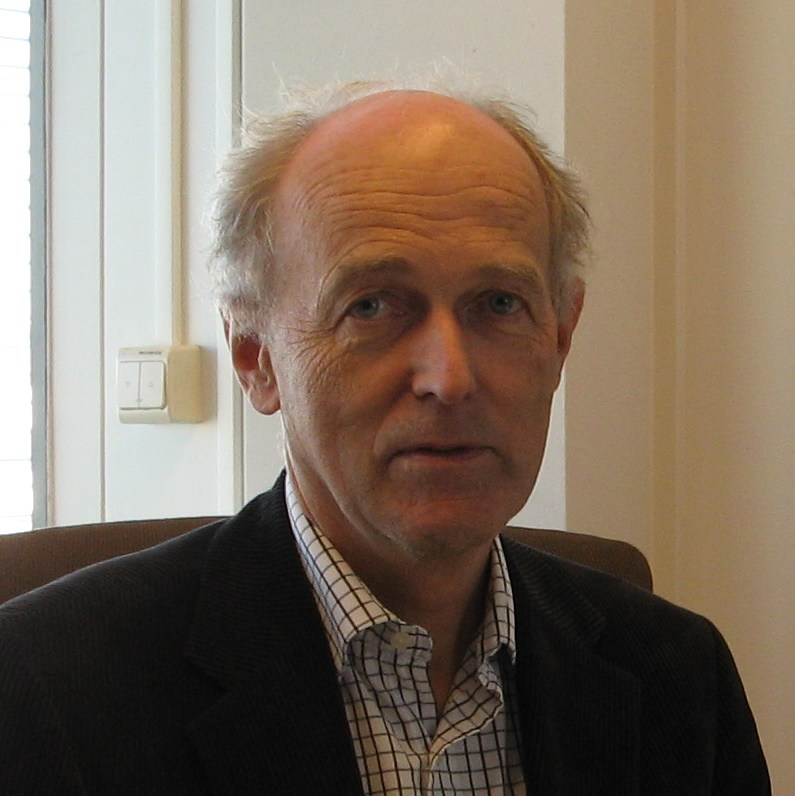
Ян Диетс[англ.], профессор управленческих информационных систем[англ.] Школы бизнеса и экономики, разработчик теории и методологии DEMO[англ.] по управлению организацией
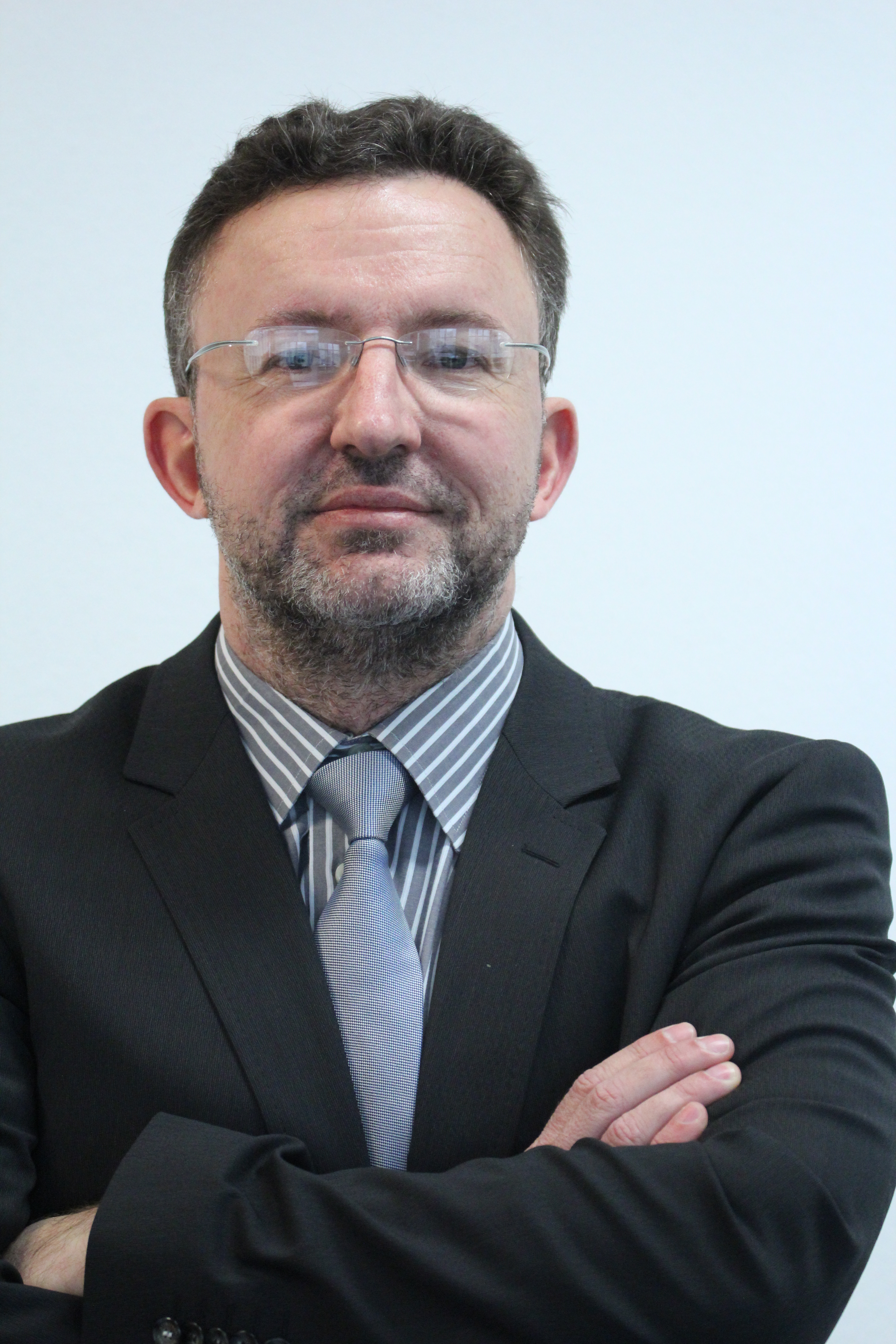
Вим Нодэ

- Гаральд Меркельбах, профессор психологии, член нидерландской академии наук, член Дейтмановского Комитета, изучавшего прецеденты сексуального насилия в Римско-католической церкви Нидерландов
- Корин де Рюйтер, профессор судебной психологии, президент Международной ассоциации судебных психиатрических служб, помощник редактора Международного журнала судебной психиатрии
- Франц Палм, профессор эконометрики, член нидерландской академии наук
- Мориц Аллеси, профессор психологии, член нидерландской академии наук
- Андрэ Кноттнерус. Архивировано из оригинала 10 июня 2015 года., профессор общей терапии, president of the Совета по здравоохранению Нидерландов, член нидерландской академии наук
- Люк Сютэ[англ.], профессор общей экономики, директор центра UNU-MERIT[англ.] (часть Университета Организации Объединённых Наций[англ.], член группы ключевых мыслителей Лиссабонской стратегии
- Джон Хагедорн, профессор стратегии международных экономических отношений[англ.], профессиональный сотрудник UNU-MERIT[англ.]
- Герт Хофстеде, почётный профессор организационной антропологии и международного управления, основатель Института исследований межкультурной кооперации (IRIC)
- Тео ван Бовен[англ.], почётный профессор международного права, бывший директор Комиссии ООН по правам человека и спецпосланник ООН[англ.] по вопросам пыток
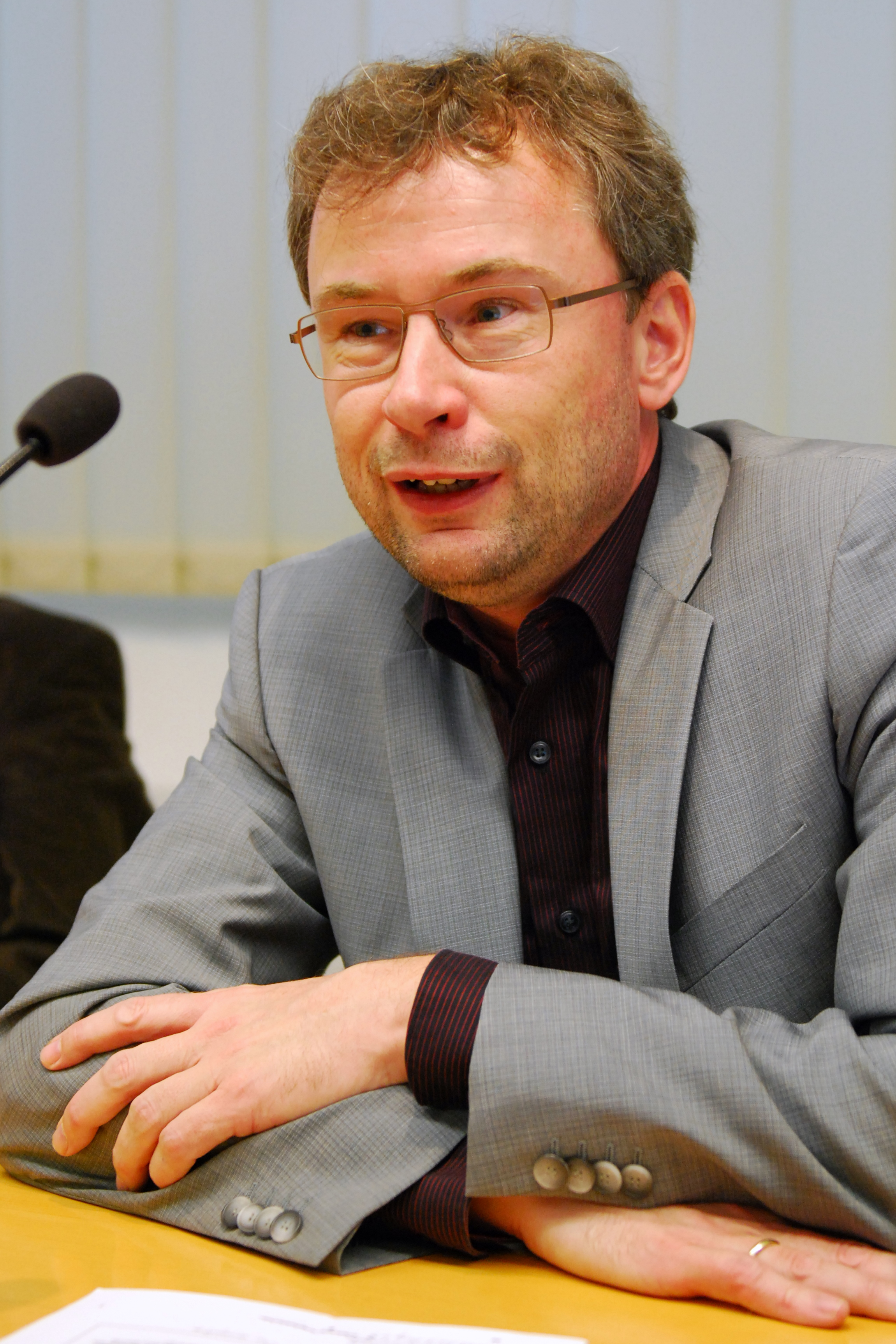
Ян Смитс[англ.], профессор европейского частного права, директор Маастрихтского Института европейского частного права, приглашённый профессор сравнительной юриспруденции хельсинкского университета, член нидерландской академии наук
- Фердинанд Грапперхауз, профессор европейского трудового права, член Социально-экономического совета Нидерландов[англ.]
- Райнер Гобель, профессор когнитивной нейробиологии, директор Маастрихтского нейровизуализационного центра Brains Unlimited, обладатель немецкой премии Хайнца Майера-Лейбница[англ.] в области когнитивной нейробиологии 1993 года, член нидерландской академии наук
- Петер ван ден Босхе. Архивировано из оригинала 15 мая 2013 года., профессор международного экономического права, глава Департамента международного и европейского права; директор Института глобализации и международного регулирования (IGIR), бывший советник Апелляционного органа ВТО[англ.], исполнительный директор Секретариата Апелляционного органа Всемирной торговой организации[20].
- Сэс ван дер Влётен. Архивировано из оригинала 11 июня 2014 года., профессор медицинского образования[англ.], председатель Департамента развития образования и исследований Факультет медицины и наук о жизни и здоровье, директор по науке Школы образования медицинских профессий (SHE), почётный профессор копенгагенского университета, университета короля Сауда и университета Неймегена, обладатель премии Хаббарда. Архивировано из оригинала 23 августа 2013 года. 2005 года «за выдающийся вклад в изучение медицинского обучения»
- Герхард Вайс профессор многоагентных систем Департамента инженерии знаний, почётный профессор ливерпульского университета, директор робототехнической лаборатории Swarmlab

- Ян Диетс
- Вим Нодэ
- Ян Смитс

### Известные выпускники
- Гомбожавын Занданшатар (род. 1970) — Генеральный Секретарь Монгольской народной партии.
- Сандагийн Бямбацогт (род. 1974) — монгольский политик, государственный деятель.

## Кампусы
Университет располагается в двух частях Маастрихта. Факультеты медицины и психологии расположены в современном кампусе в Рандвике на окраине города, а остальные факультеты - в исторических зданиях в центре города.

### Центральный кампус

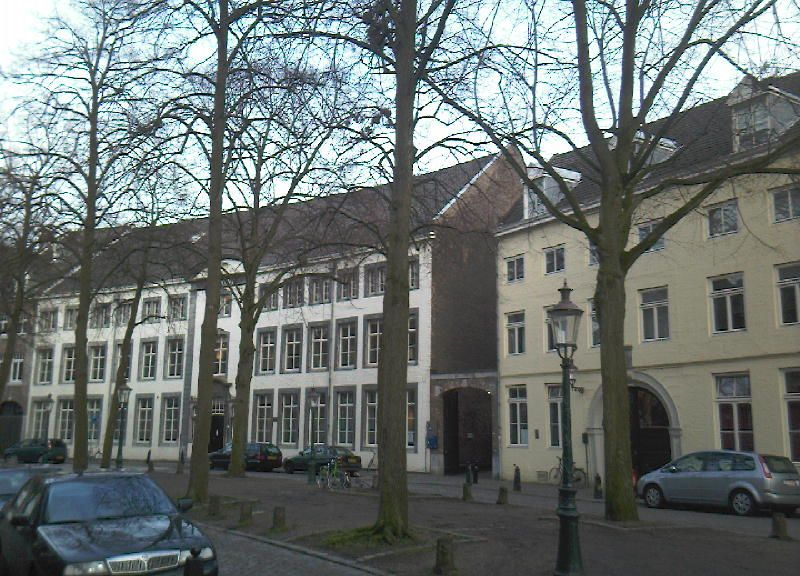
Grote Looiersstraat: бывший дом призрения бедных, ныне часть центральной библиотеки

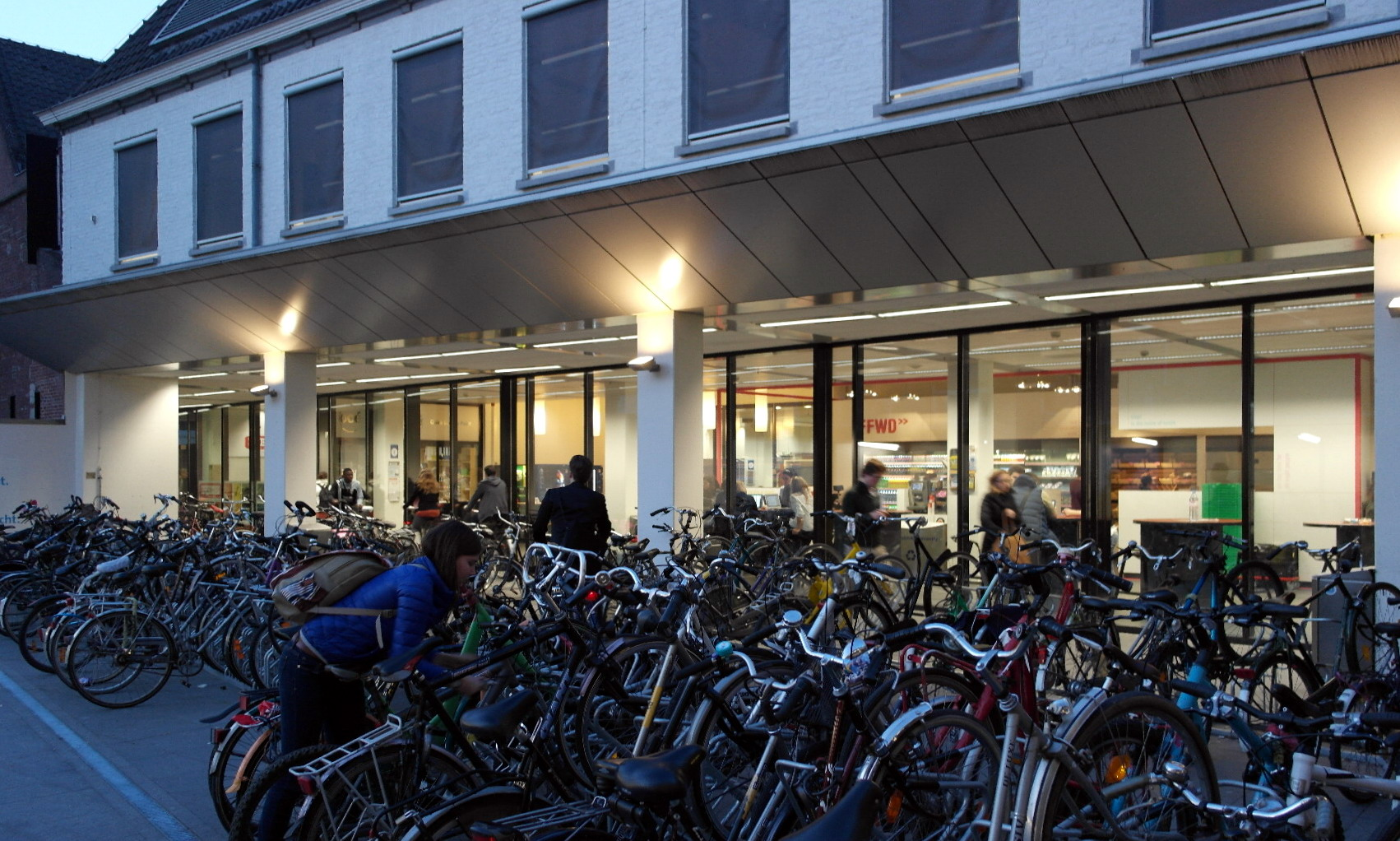
Университетская библиотека, Nieuwenhofstraat

Большинство зданий используемых университетом в центре Маастрихта являются памятниками архитектуры. В момент приобретения университетом многие из них были в запустении, поэтому развитие центрального кампуса способствовало сохранению культурного наследия и оживлению исторической части города.

#### Университетские здания в районе реки Йекер
Первое здание купленное университетом - бывший иезуитский монастырь на Tongersestraat, в основном 1930-х годов постройки. Здесь в 1974 году была основана медицинская школа. Позднее, когда Факультет медицины перебазировался ближе к новопостроенной университетской больнице, здание монастыря занял факультет экономики, который на сегодня является крупнейшим факультетом университета по числу студентов. В 1990-х здание было расширено с постройкой столовой и большой аудитории (архитектор Джо Кунен).
Факультет права располагается в здании известном как "Старое правительство" на Bouillonstraat, которое было построено в 1935 для правительства Лимбурга. Здание было приобретено университетом в 1986 году, когда правительство провинции переехало в новый комплекс зданий на реке Маас в юго-восточной части города. Напротив факультета права находится департамент инженерии знаний; он расположен в здании "Slijpe Court" - особняке XVII века реконструированном в 2002 году.
Администрация университета находится на холме Minderbroedersberg в бывшем францисканском монастыре, который был основан в 1699 году, а позднее был переоборудован в суд и тюрьму. Университет приобрёл здание в 1999 году. Главной аудиторией университета является "Aula", в которой проходит большинство официальных церемоний.
У подножия холма расположился бывший приход "Bonnefanten", который сейчас переоборудован в Центр студенческого сервиса, и центр для посетителей. Это здание 1627 года постройки изначально служило домом для монашек из Льежа, которых называли "bons enfants" ("хорошие дети"). В двадцатом веке здесь расположился городской художественный музей, который позднее был назван в честь этого здания Боннефантенмузеум. В 1979 здание стало центром университетской библиотеки, и оставалось им до тех пор пока библиотека не переехала в её теперешнее здание. Старейшее здание сейчас используемое библиотекой находится на Grote Looiersstraat. Оно было построено в 1755 году и ранее служило городским домом призрения и военным госпиталем. В 1970-х во дворе этого здания была построена городская библиотека. В 1999 городская библиотека переехала в новое здание - в Centre Ceramique, а старое здание было приобретено университетом. После капитального ремонта и расширения здания, университетская библиотека разместилась здесь в 2003 году.
Университетский колледж Маастрихта располагается в бегинаже "Nieuwenhof" XV века. Маастрихтская Научная Программа с 2012 года располагается в особняке Хюстингса на Kapoenstraat - здании с богато украшенным фасадом и большим крытым внутренним двором.

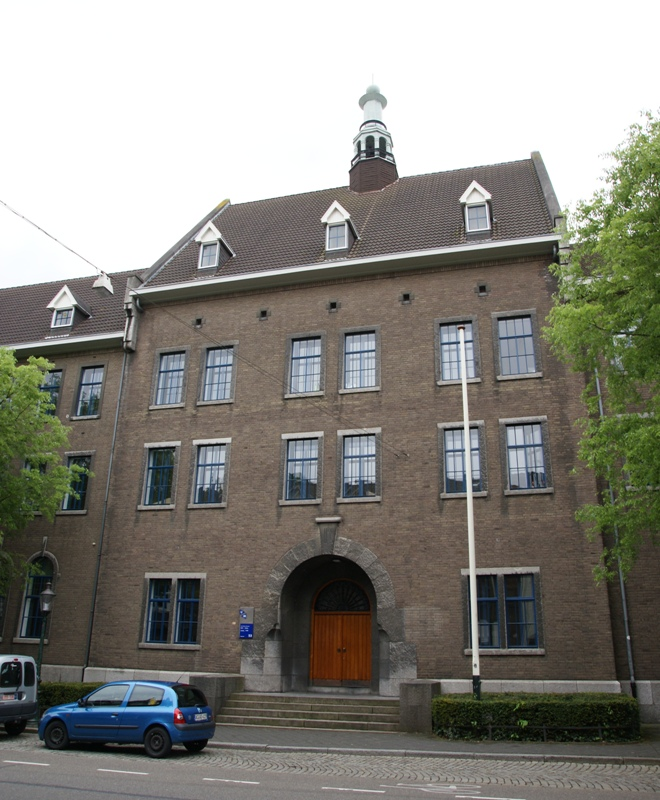
Tongersestraat, школа бизнеса
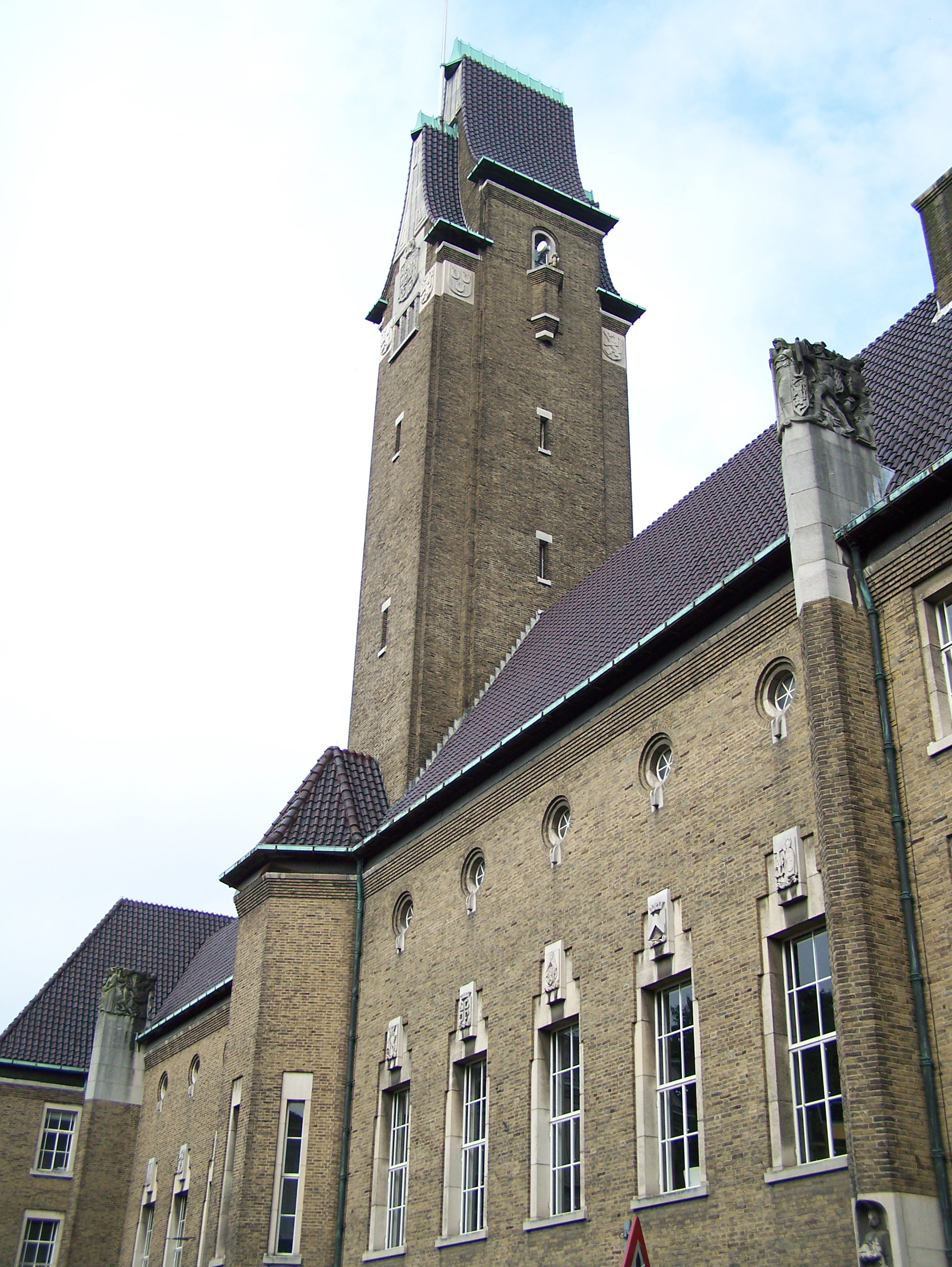
Bouillonstraat, факультет права
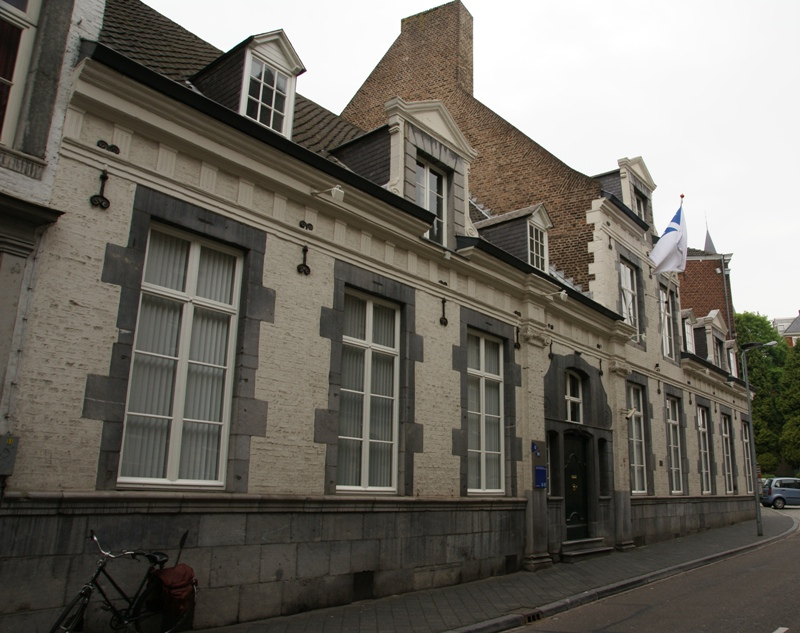
Bouillonstraat, Департамент инженерии знаний
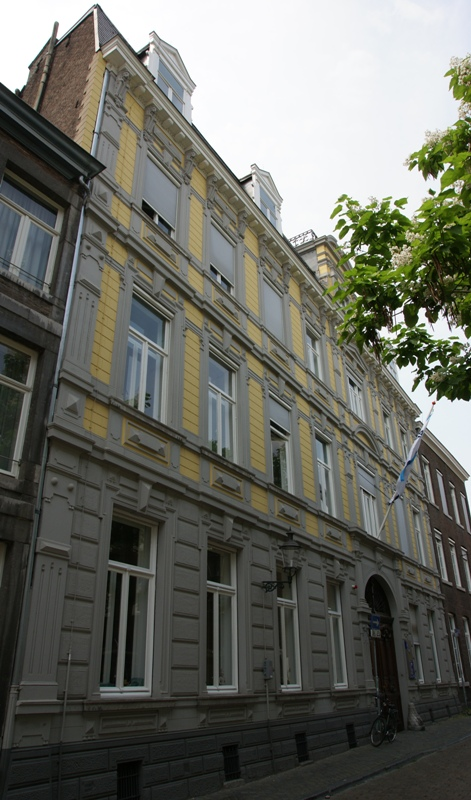
Kapoenstraat, Маастрихтская Научная Программа (MSP)

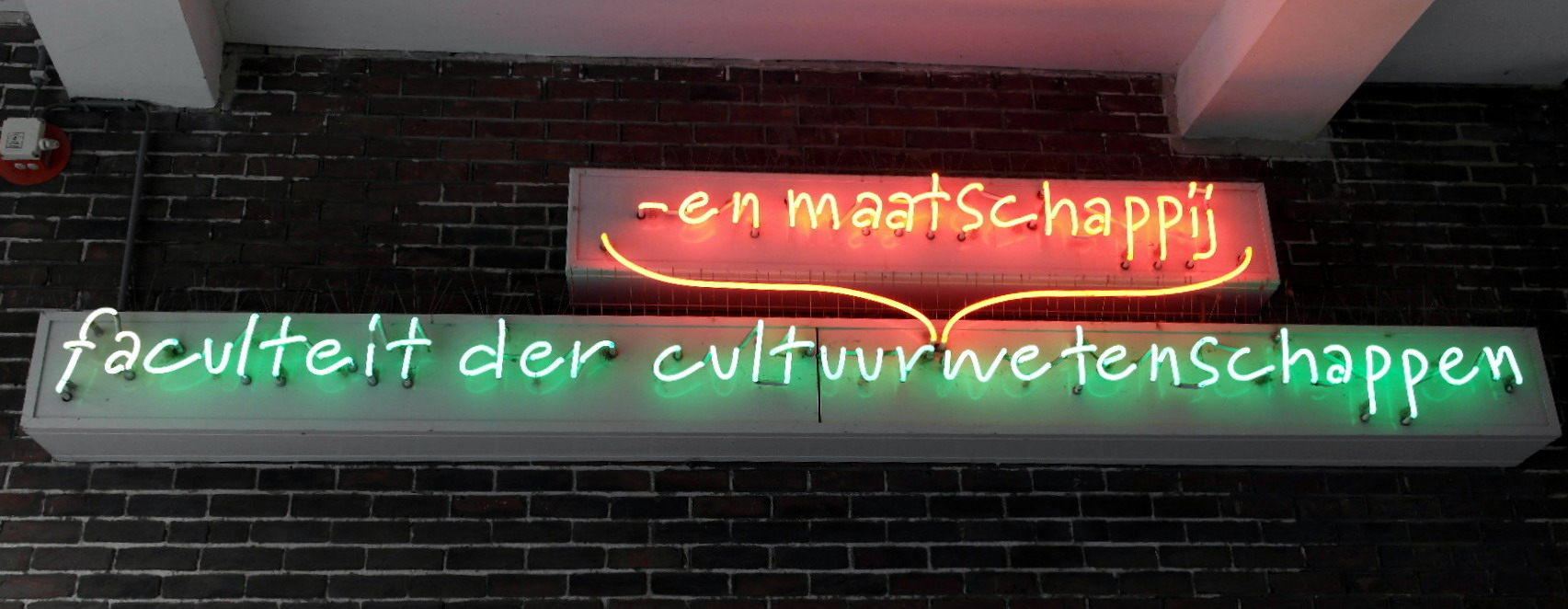
Вход в здание факультета искусств "Tilly Court"

#### Университетские здания в центре города, вне кампуса
Несколько университетских организаций располагаются в центре Маастрихта, но вне центрального кампуса. Так, на Abtstraat университет владеет двумя зданиями используемыми школой бизнеса. Университетский языковой центр находится в старом доме каноников на Sint Servaasklooster. Факультет искусства и социальных наук сейчас занимает три соседних здания на Grote Gracht - особняк Суарона, построенный архитектором Маттиасом Суароном для своих двух братьев, канонов базилики Святого Серватия, а также здания бывшей школы урсулинок и "Tilly Court", построенный для генерал-губернатора Маастрихта в XVIII веке.

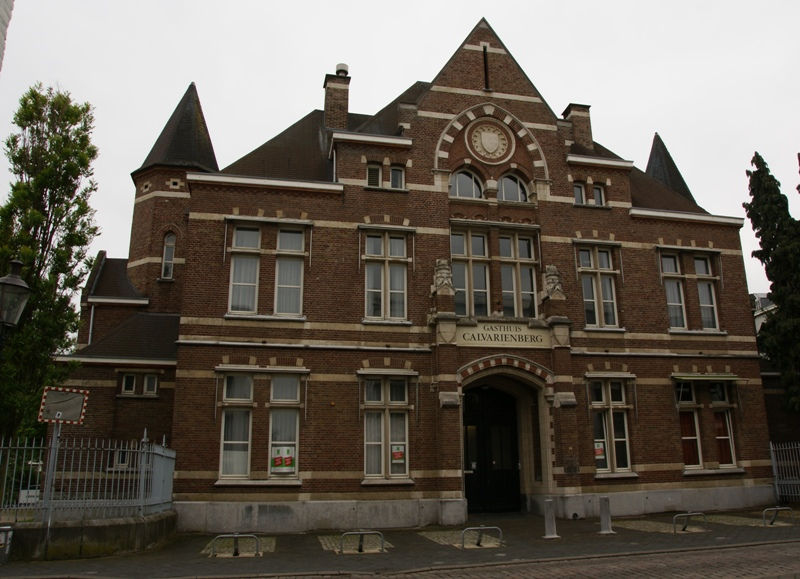
Abtstraat, "Calvariënberg"
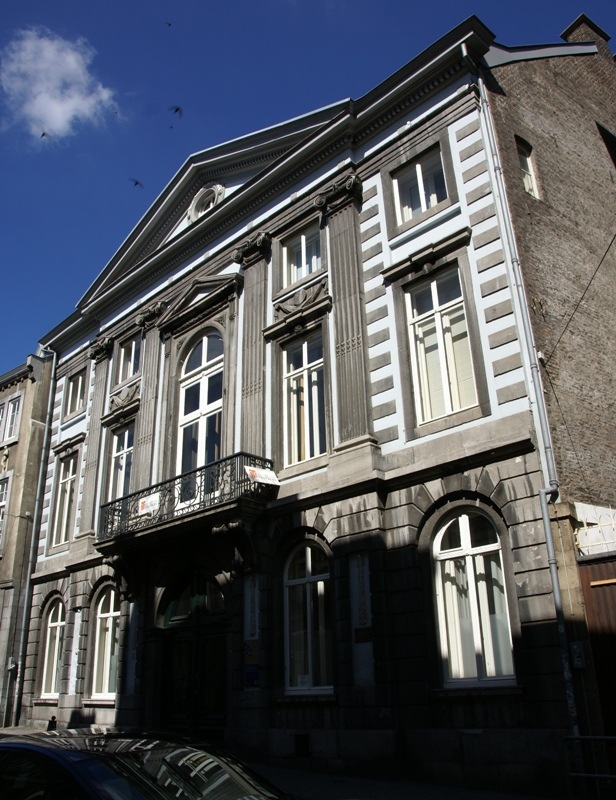
Grote Gracht, "Soiron Mansion", Факультет искусств
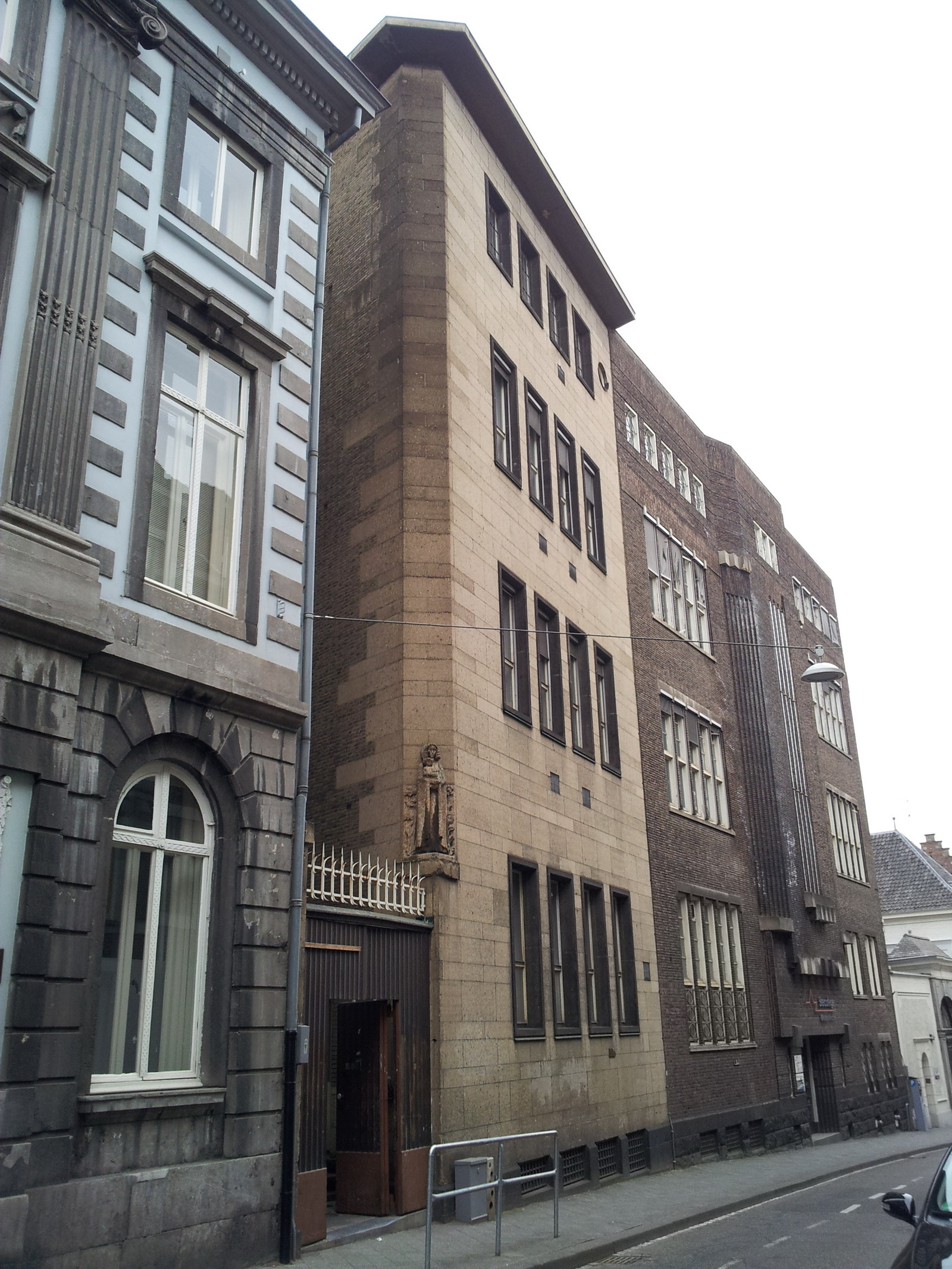
Grote Gracht, школа урсулинок, Факультет искусств
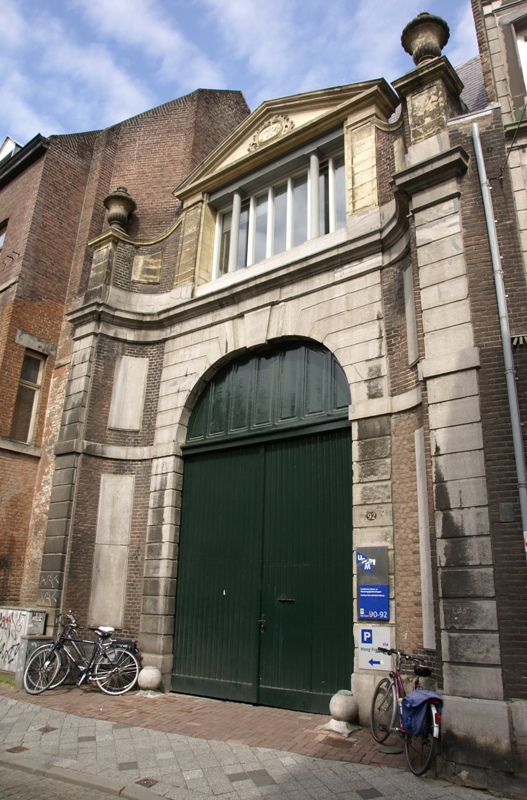
Grote Gracht, "Tilly Court", Факультет искусств

### Кампус Рандвик

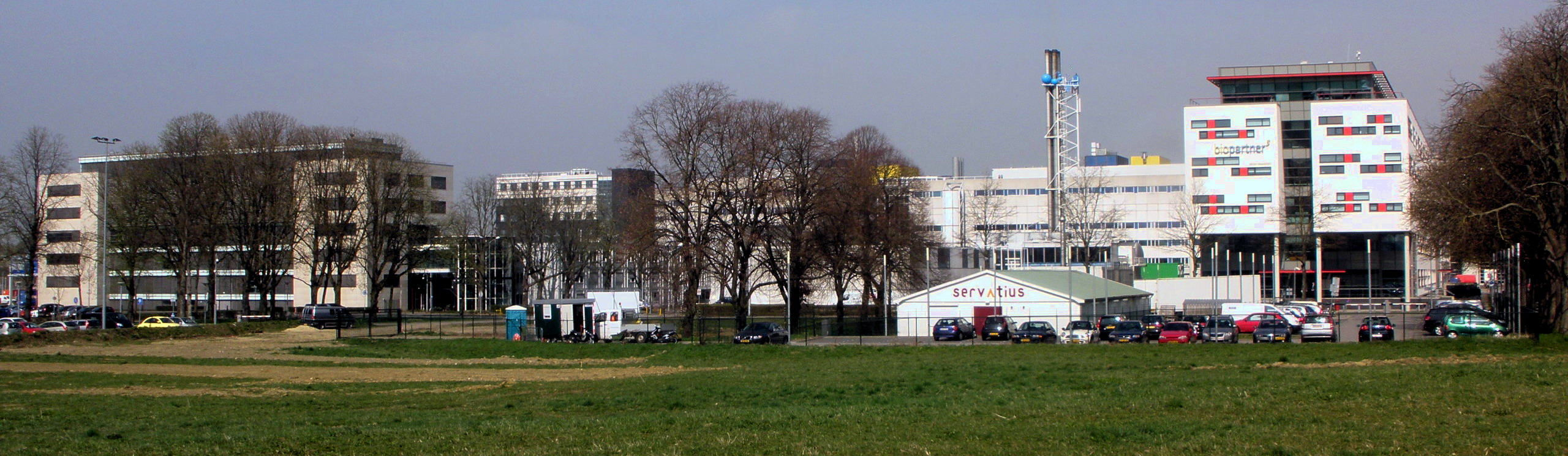
Здания в кампусе Рандвик

Кампус Рандвик развивается с 1970-х и является центром для факультетов медицины и психологии. С созданием Маастрихтского медицинского кампуса планируется усилить научное и экономическое значение Рандвика.
В основе кампуса находится Маастрихтский Университетский Медицинский Центр (MUMC+), который переехал сюда с западного берега Мааса в 1992 году. Большинство университетских зданий соединены со зданием центра, построенном в 1990-х годах.
В 2008 году ассоциация социального жилья Servatius начала строительство амбициозного проекта "Кампус Маастрихт" вблизи MUMC+. Дорогостоящий проект разработанный испанским архитектором Сантьяго Калатравой, включал в себя спорткомплекс, общежития для студентов, торговые площади и офисные пространства. Проект был позже отвергнут ассоциацией Servatius из-за слишком высокой стоимости.

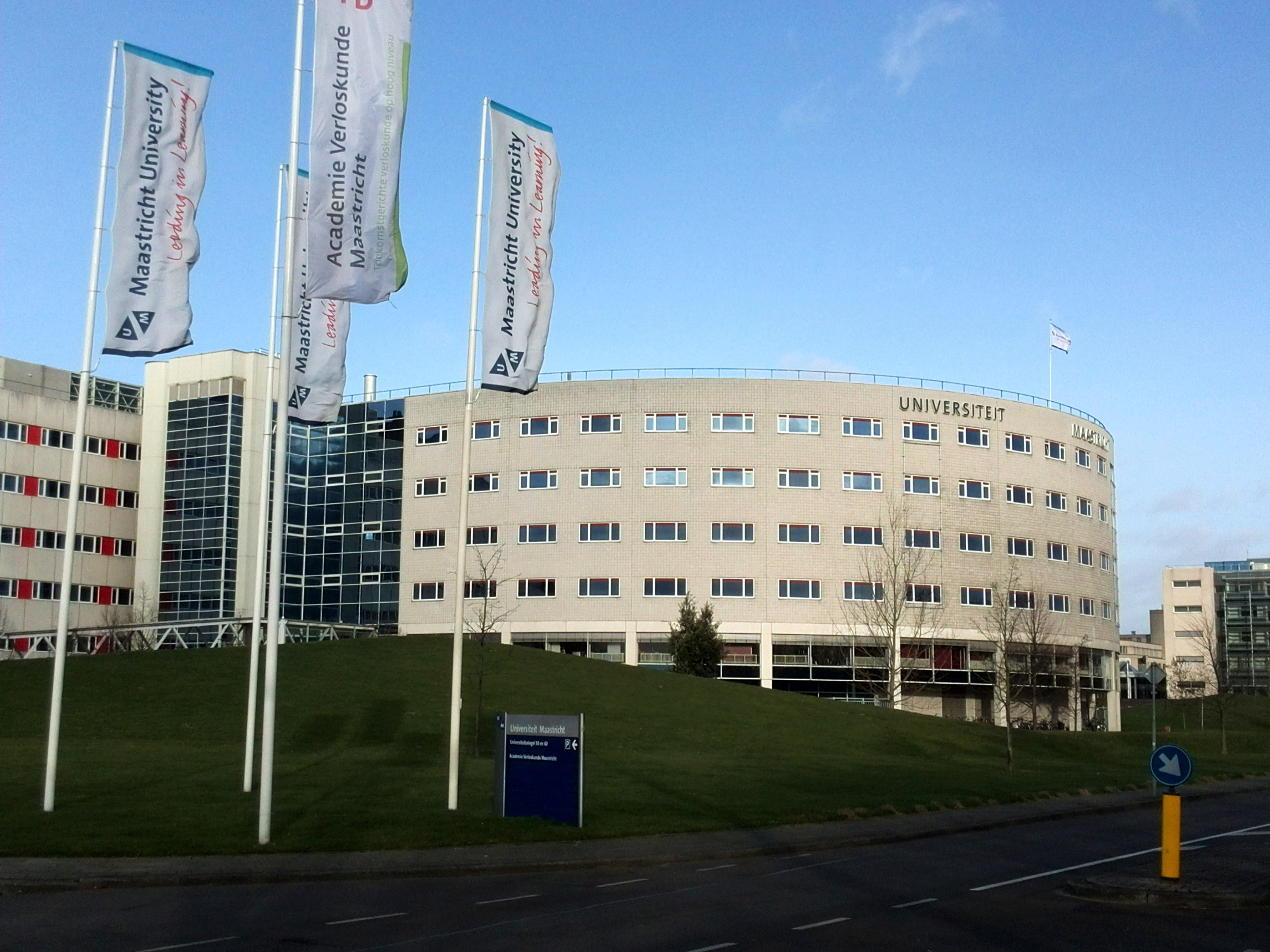
Факультет медицины
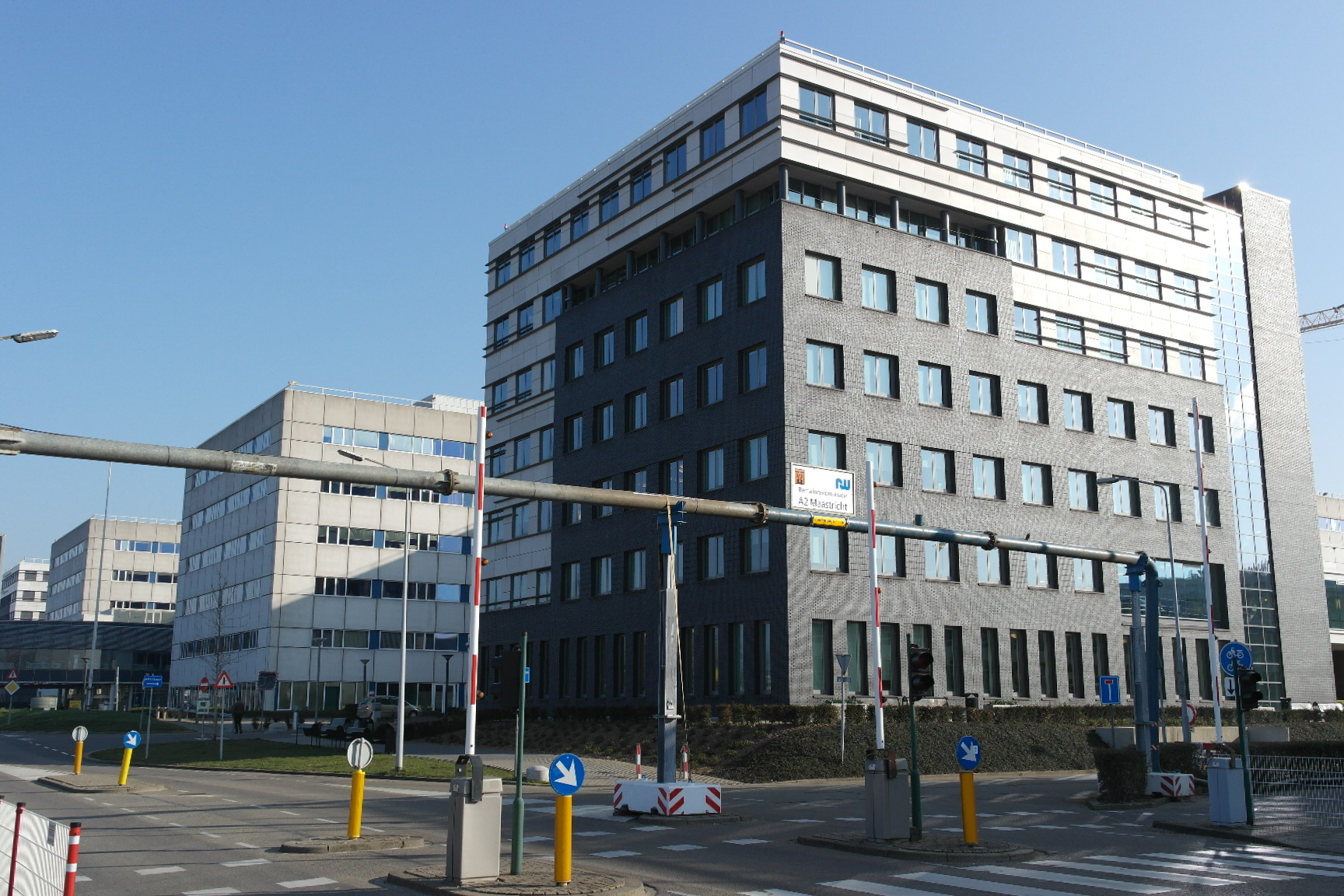
MUMC+
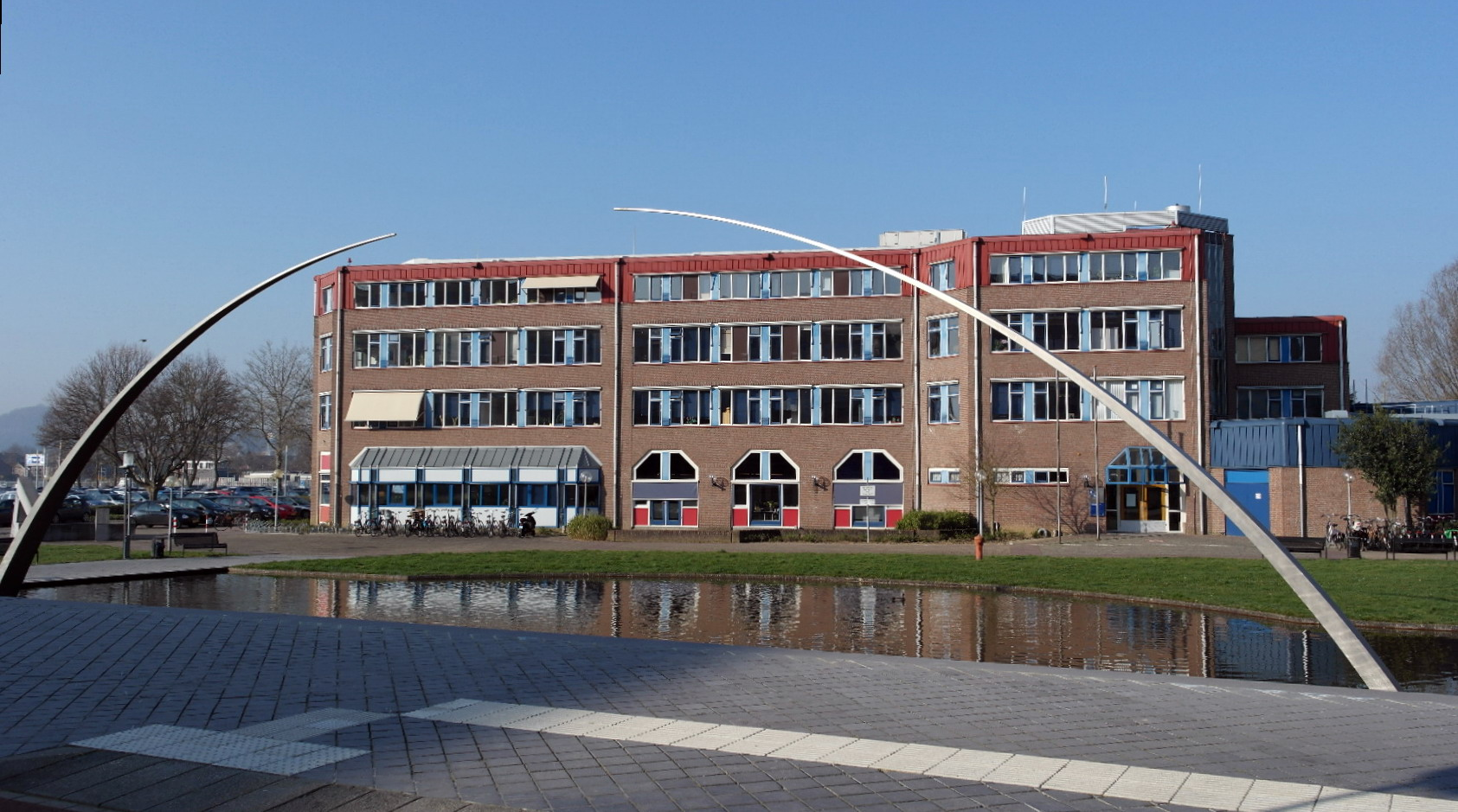
Peter Debyeplein 1
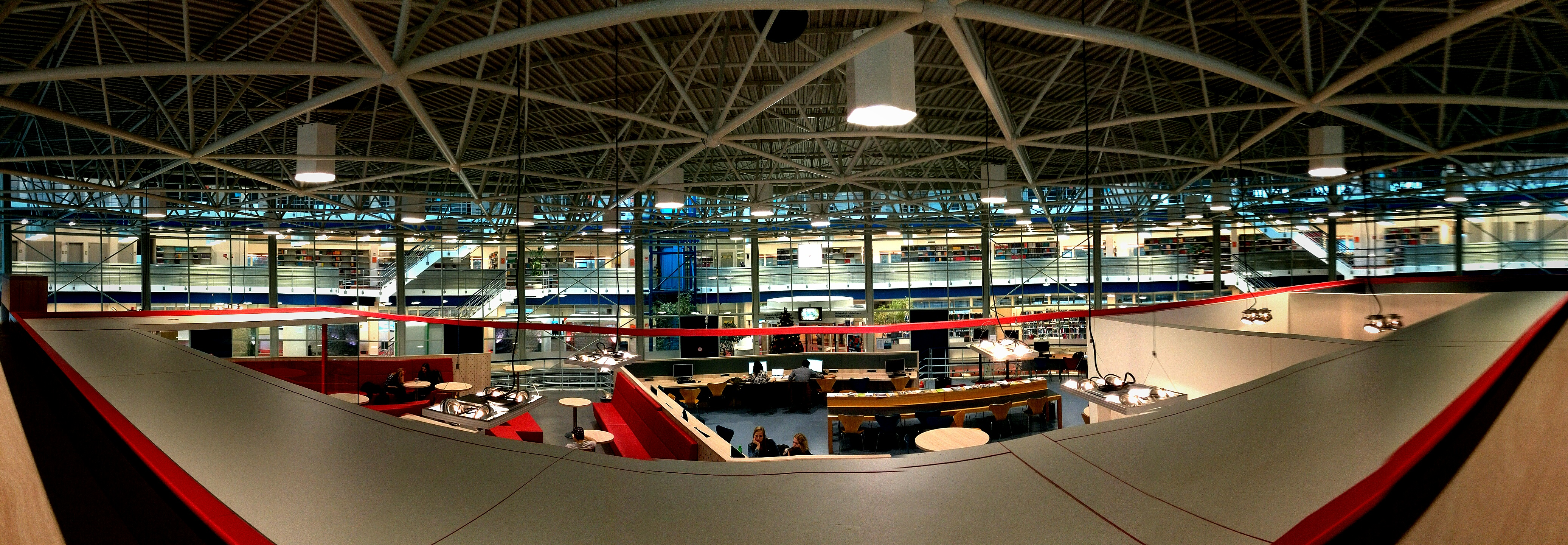
Рандвик, библиотека

### Кампусы-спутники
В последние годы университет открыл свои филиалы в Венло, Брюсселе и Бангалоре.
Филиал в Венло расположен в здании 1930-х годов на Deken van Oppensingel, недалеко от центра города. В этом филиале организованы программы "Управление глобальными цепочками поставок" и "Управление инновациями в области здорового питания", которые стартовали в сентябре 2015 года.